# Guillermo Orozco Montoya

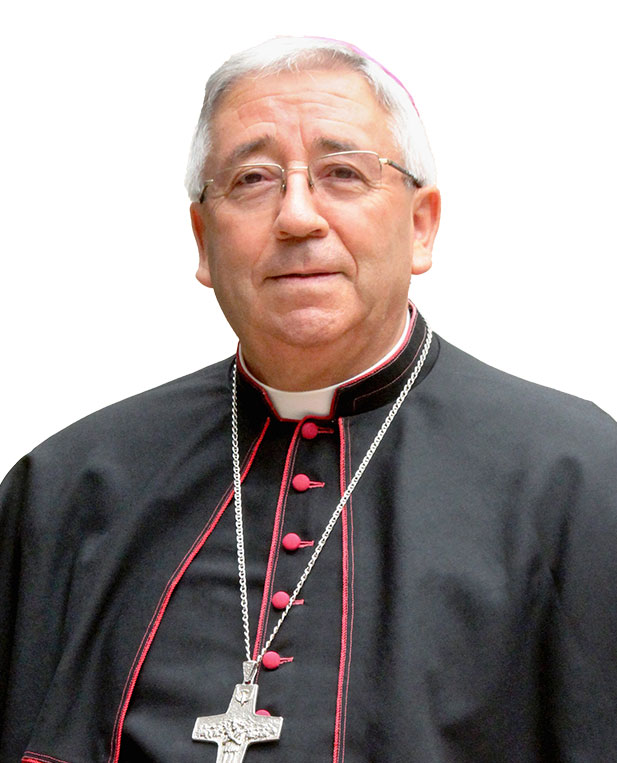
Bischof Guillermo Orozco Montoya (2024)

Bischofswappen

Guillermo Orozco Montoya (* 16. August 1946 in Sonsón) ist kolumbianischer Geistlicher und emeritierter römisch-katholischer Bischof von Girardota. 

## Leben
Guillermo Orozco Montoya empfing am 29. Juni 1970 die Priesterweihe für das Bistum Sonsón-Rionegro.
Papst Benedikt XVI. ernannte ihn am 17. Januar 2006 zum Bischof von San José del Guaviare. Die Bischofsweihe spendete ihm der Apostolische Nuntius in Kolumbien, Beniamino Stella, am 10. März desselben Jahres; Mitkonsekratoren waren Ricardo Tobón Restrepo, Bischof von Sonsón-Rionegro, und Héctor Ignacio Salah Zuleta, Bischof von Riohacha. Als Wahlspruch wählte er Aquí estoy Señor.
Der Papst ernannte ihn am 2. Februar 2010 zum Bischof von Girardota. Die Amtseinführung fand am 10. April desselben Jahres statt.
Papst Franziskus nahm am 21. März 2024 seinen altersbedingten Rücktritt an.